# 潔西·諾曼
潔西·諾曼（Jessye Norman，1945年9月15日—2019年9月30日），美國歌劇演唱家。她能夠扮演戲劇性的女高音角色，在歌劇、音樂會和獨奏會舞台上扮演著舉足輕重的角色，她演出過貝多芬的《费德里奥》、華格納的《齊格林德》和《帕西法尔》、白遼士的《特洛伊人》和巴托克的《藍鬍子公爵的城堡》等角色。 《紐約時報》音樂評論家爱德华·罗斯坦將她的聲音描述為“宏偉的聲音大廈”，並寫道“有巨大的維度，向四面八方延伸，通向意想不到的景色，包含陽光充足的房間、狹窄的通道、巨大的大廳”。

## 外部連結
- 潔西·諾曼的Discogs页面 （英文）
- Jessye Norman School for the Arts （页面存档备份，存于）
- Jessye Norman Biography and Interview on American Academy of Achievement （页面存档备份，存于）
- Jessye Norman (Soprano) （页面存档备份，存于）, Bach Cantatas Website